# Salignac-sur-Charente
Salignac-sur-Charente település Franciaországban, Charente-Maritime megyében. Lakosainak száma 609 fő (2022. január 1.). Salignac-sur-Charente Ars, Merpins, Saint-Laurent-de-Cognac, Brives-sur-Charente, Chérac és Pérignac községekkel határos.

## Népesség
A település népessége az elmúlt években az alábbi módon változott:
| Lakosok száma | 542  | 485  | 504  | 613  | 623  | 611  | 599  | 605  | 606  | 609  |
|               | 1968 | 1982 | 1990 | 2006 | 2013 | 2015 | 2017 | 2019 | 2020 | 2022 |